# 야마부키촌
야마부키촌(山吹村)은 나가노현 시모이나군에 있던 촌이다. 현재의 다카모리정, 마쓰카와정에 해당한다.

## 역사
- 1889년 4월 1일 - 정촌제 시행에 의해 우에다정의 일부와 3촌의 구역을 확장해 성립하였다.
- 1957년 7월 1일 - 우에다시에 편입해, 동일 야마부키촌은 폐지되었다.

## 교통

### 철도
- 우에다 마루코전철
  - 이다선

### 도로
- 국도 제144호선

## 참고문헌
- 角川日本地名大辞典 20 長野県